# Wißmann (Adelsgeschlecht)

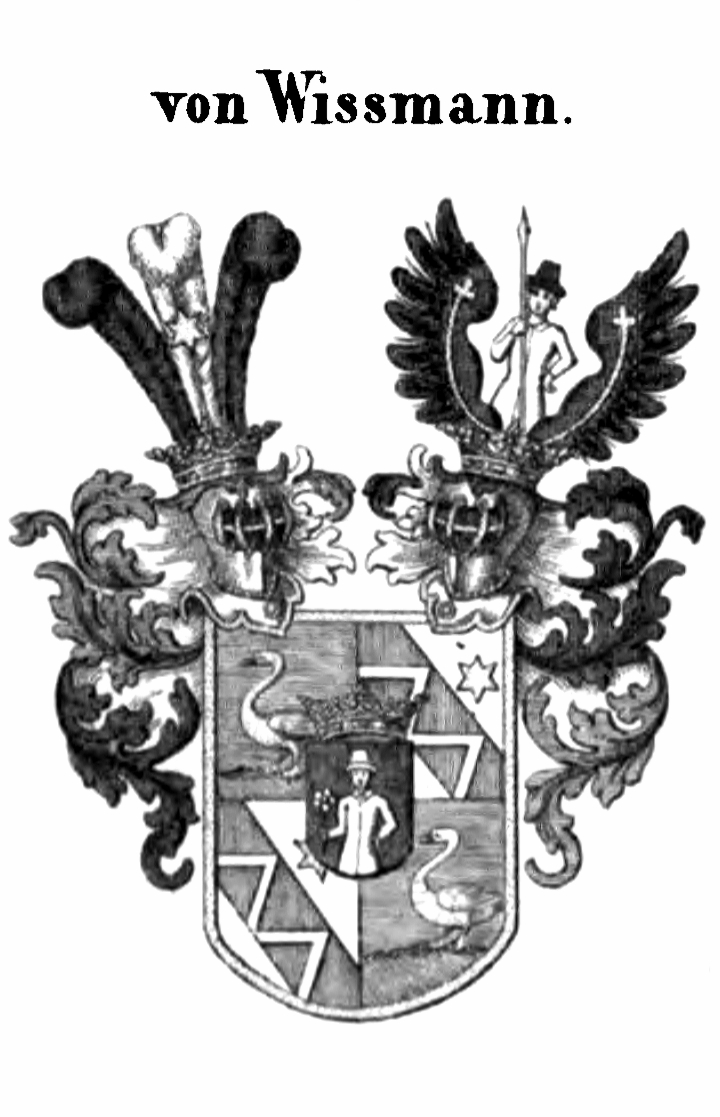
Wappen derer von Wissmann (1787, 1816, 1817, 1855)

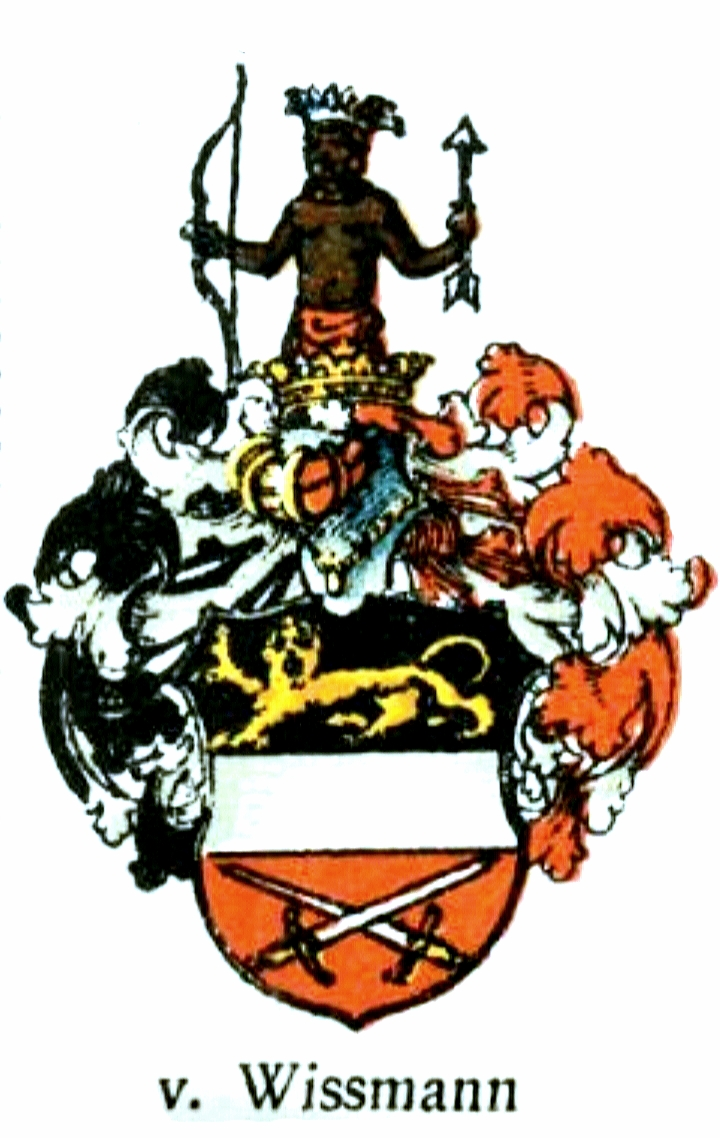
Wappen derer von Wissmann (1890)

Wißmann, auch Wissmann, ist der Name eines preußischen Adelsgeschlechts.

## Geschichte
Am 27. April 1787, am 16. März 1816, am 19. Juni 1817 und am 5. April 1855, sowie am 24. Juni 1890 sind Hebungen einzelner Angehöriger in den preußischen Adelsstand erfolgt.

## Wappen
Das Wappen (1787, 1816, 1817, 1855) ist innerhalb eines goldenen Schildrandes geviert mit Herzschild, darin in Schwarz ein wachsender weiß gekleideter Mann mit rundem estländischen silbernem Hut, in der Rechten eine silberne Rose emporhaltend. In I und IV in Blau ein silberner Schwan mit rotem Schnabel und schwarzen Füßen auf grünem Boden. In II und III in Silber ein mit zwei silbernen Sparren belegter roter Schrägrechtsbalken, begleitet oben von einem goldenen Stern. Zwei gekrönte Helme, auf dem rechten, rechts mit blau-silbernen, links mit schwarz-silbernen Decken, drei Straußenfedern (schwarz-silber-schwarz), die mittlere mit dem Stern belegt, auf dem linken mit rechts schwarz-silbernen und links blau-silbernen Decken, ein weiß gekleideter Mann mit schwarzem Spitzhut, in der Rechten einen silbernen Speer haltend, zwischen einem offenen mit goldenen Kleestängeln belgetem, schwarzen Flug.
Das Wappen (1890) ist zweimal geteilt, I in schwarz ein schreitender goldener Löwe, II in Silber und ledig, III in Roth zwei aufwärtsgeschrägte blanke Schwerter mit goldenen Griffen. Auf dem gekrönten Helm mit rechts schwarz-silbernen, links rot-silbernen Decken ein wachsender rot umgürtelter Wilder, welcher in der Rechten einen Bogen und in der Linken einen braunen Spieß mit silberner Spitze hält.

## Angehörige
- Ludwig von Wißmann (1770–1854), preußischer Jurist und Regierungspräsident
- Gustav von Wissmann (1822–1897), preußischer Landrat des Kreises Gladbach
- Friedrich von Wißmann (1828–1909), preußischer General der Infanterie
- Hermann von Wissmann (1853–1905), deutscher Afrikaforscher, Offizier und Kolonialbeamter
- Hermann von Wissmann (1895–1979), deutscher Arabienforscher und Hochschullehrer
- Claus-Helmuth von Wissmann (1923–2015), deutscher Manager, Ehrenkommendator des Johanniterordens